# Damalis candonensis
Damalis candonensis är en tvåvingeart som beskrevs av Scarbrough 2006. Damalis candonensis ingår i släktet Damalis och familjen rovflugor. Inga underarter finns listade i Catalogue of Life.